# El Triunfo (Honduras)
El Triunfo è un comune dell'Honduras facente parte del dipartimento di Choluteca.
Il comune venne fonfato nel 1877, originariamente con la denominazione "Valle de los Jobos".